# Marinearsenal Warnowwerft

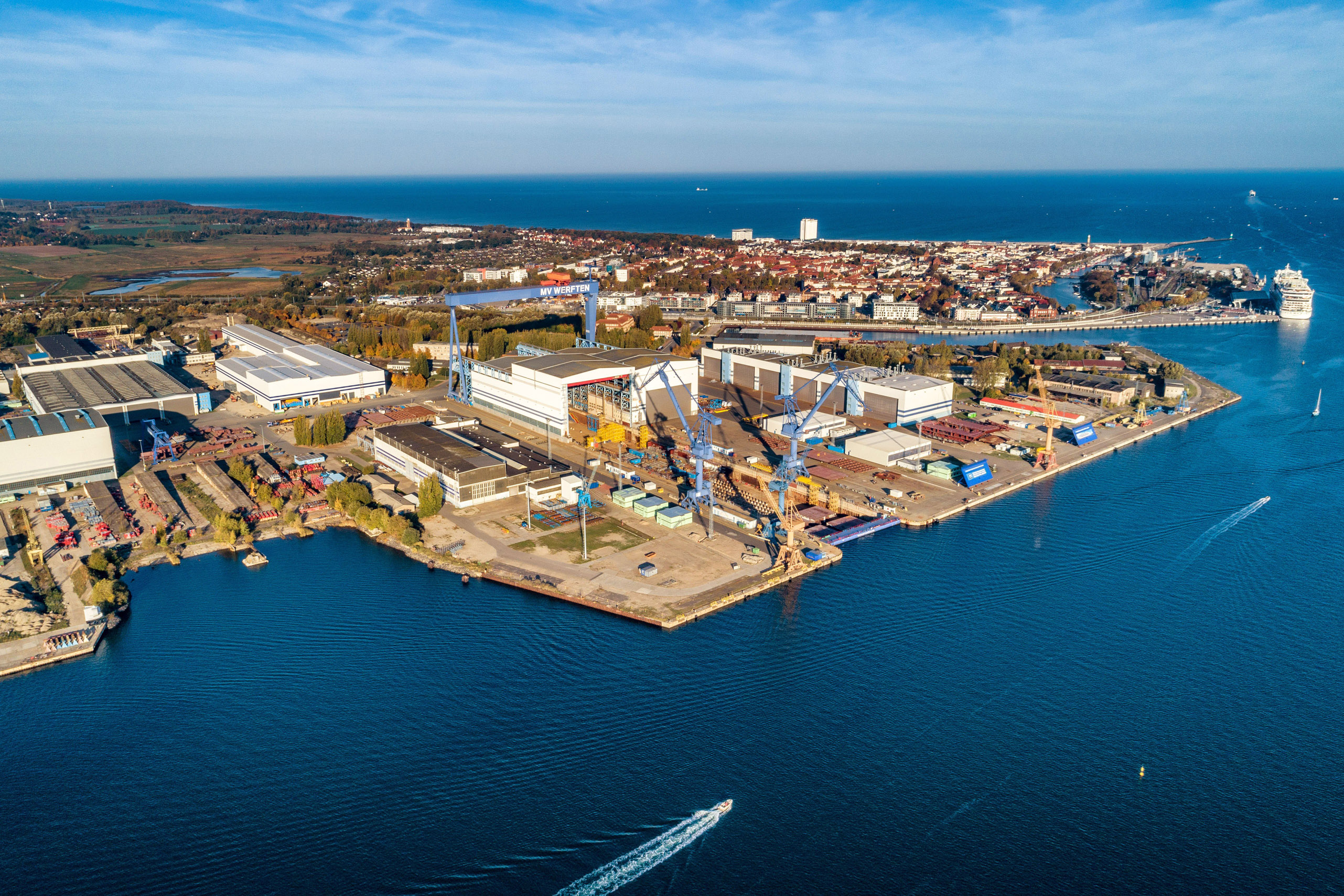
Werftgelände in Rostock-Warnemünde

Das Marinearsenal Warnowwerft ist eine Außenstelle des Marinearsenals mit Sitz in Wilhelmshaven und befindet sich in Rostock-Warnemünde. Die 1946 gegründete Warnowwerft Warnemünde ging nach der Privatisierung 1990 durch verschiedene Eignerhände, bevor 2022 der Bund sie für die Bundesmarine übernahm. Sie bietet zurzeit 500 Arbeitsplätze an. Daneben besteht die private Neptun Werft.

## Geschichte

### 1990 bis 1992: Warnowwerft Warnemünde
Im Zuge der Wirtschaftsreformen in den Wendezeiten in der DDR wurde am 1. Juni 1990 der VEB Warnowwerft Warnemünde in eine Kapitalgesellschaft überführt und firmierte nun als Warnowwerft Warnemünde GmbH, eine Tochter der Deutsche Maschinen- und Schiffbau AG in Rostock, vollständig in Besitz der Treuhandanstalt.

### 1992 bis 2002: Kvaerner Warnow Werft
Am 1. Oktober 1992 verkaufte die Treuhandanstalt die Warnowwerft an den norwegischen Kværner ASA, der Unternehmensname (Firma) wurde in Kvaerner Warnow Werft GmbH geändert. Der Kvaerner-Konzern investierte in den Jahren 1993–1995 knapp 400 Mio. US-Dollar zur Modernisierung der Werft, erhielt andererseits für die Umstrukturierung zwischen 1992 und 1995 eine Mrd. DM Subventionen.
Am 30. Juni 1995 fand der letzte konventionelle Stapellauf statt, wofür die Warnow im Bereich der Kabelkrananlage komplett für den Schiffsverkehr gesperrt wurde. Am 1. August 1995 fand die Kiellegung des ersten Containerschiffes des Typs WARNOW CV 2600 im gerade fertiggestellten Baudock statt. Auftraggeber der Schiffe war (wie bereits vierzig Jahre zuvor) die Deutsche Seereederei GmbH.
Ein weiteres Großereignis stellte am 13. Januar 2000 die Ablieferung des bis dahin größten in Deutschland gebauten Containerschiffes dar, die P&O Nedlloyd Tasman. Im Jahr 2001 zeigte die Werft, dass sie auch Bohrinseln bauen konnte. Die Bohrinsel Stena Don wurde abgeliefert, der 400. Neubau seit Gründung der Werft im Jahre 1946.

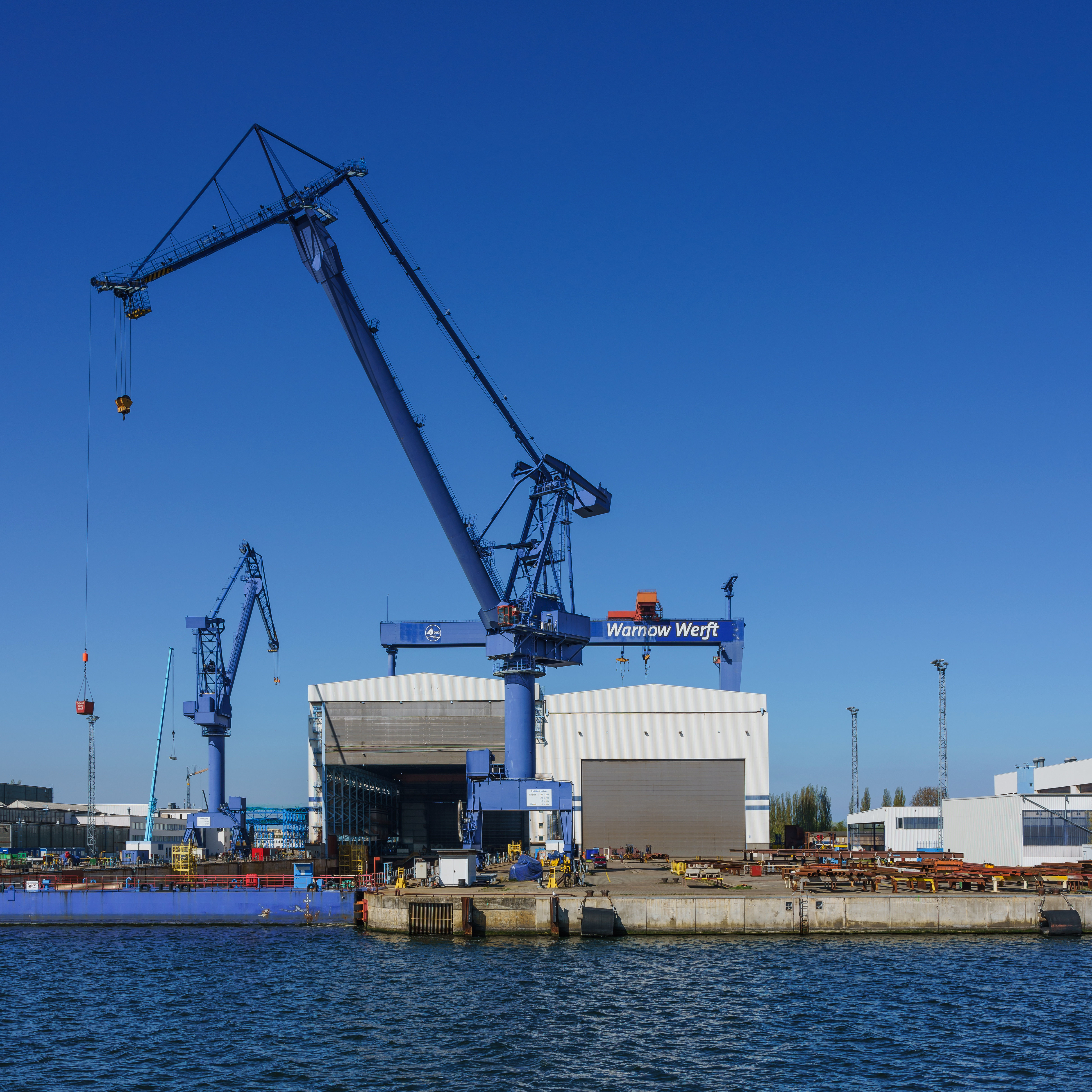
Werft Warnemünde

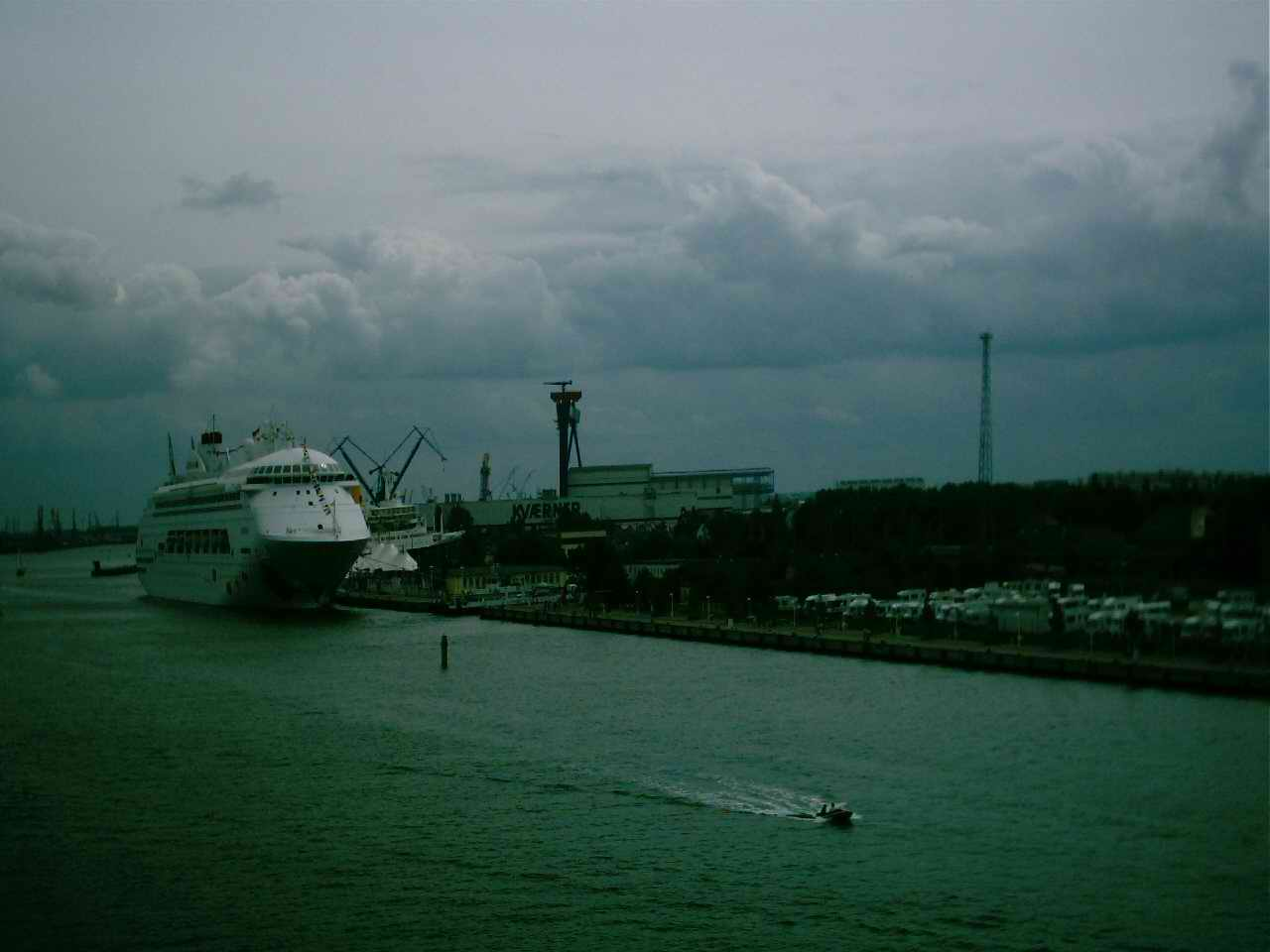
Kvaerner am Westufer 2003

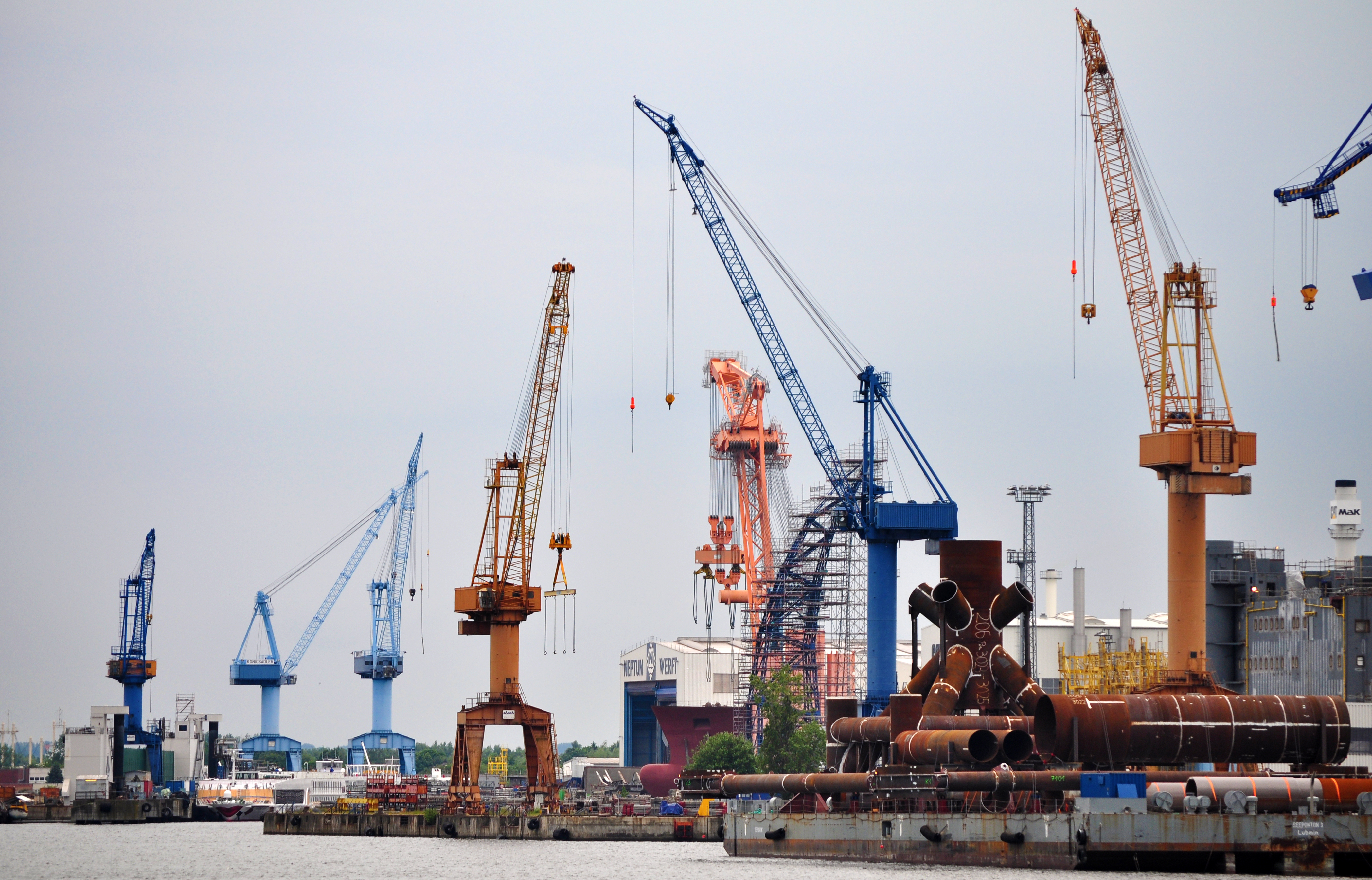
Schwimmkran Langer Heinrich 2012 in der Warnemünder Werft

Im September 2001 gab der norwegische Mutterkonzern – die Kvaerner ASA – an, sich durch die Übernahme des britischen Anlagenbauers Trafalgar House in finanzielle Schwierigkeiten manövriert zu haben. Neue Kapitalgeber wurden gesucht.

### 2002 bis 2004: Aker Warnow Werft
Am 4. Februar 2002 gaben die Kvaerner ASA und Aker RGI (norwegischer Mischkonzern um den Milliardär Kjell Inge Röke) bekannt, ihre Schiffbauaktivitäten weltweit zusammenzulegen. Die Aker Kvaerner Yards AS entstand. Mitte 2003 übernahm die Aker RGI sämtliche Anteile an Kvaerner. Seit der Integration des Kvaerner-Konzerns in die bestehende Unternehmensgruppe Aker Yards (2002) kooperierten die ehemalige Kvaerner Warnow Werft Rostock GmbH und die Aker MTW Werft unter dem Namen Aker Ostsee. Unter diesem Dach firmierte die Warnowwerft nun als Aker Warnow Werft GmbH.

### 2004 bis 2008: Aker Warnemünde Operations
Anfang 2004 wurde Aker Yards Ostsee erneut umstrukturiert und das Unternehmen in Warnemünde aufgeteilt: in der Aker Warnemünde Operations GmbH wurden die Schiffbauaktivitäten in Warnemünde zusammengefasst, die Aker Warnemünde Real Estate GmbH betrieb die Grundstücksverwaltung. Die Werften in Warnemünde und Wismar begannen die Arbeitsteilung: Vorschiffe und Deckshäuser wurden in Warnemünde gebaut und nach Wismar geschleppt. In Wismar baute man die Achterschiffe und komplettierte dann die Sektionen im Baudock. Erst mit Beginn des Jahres 2007 war die wirtschaftliche Auftragslage so gut, dass wieder komplette Schiffe in Warnemünde gebaut und abgeliefert wurden.

### 2008 bis 2009: Wadan Yards Warnow
2008 verkaufte Aker Yards einen 70-prozentigen Anteil an den russischen Finanzinvestor FLC West. Die Transaktion trat rückwirkend zum 1. Januar 2008 in Kraft und ab dem 22. September firmierten die Werften als Wadan Yards.
Am 5. Juni 2009 stellten die deutschen Unternehmensteile der Wadan Yards Group AS, darunter auch die Wadan Yards Warnow GmbH in Warnemünde, Insolvenzanträge.

### 2009 bis 2016: Nordic Yards Warnemünde

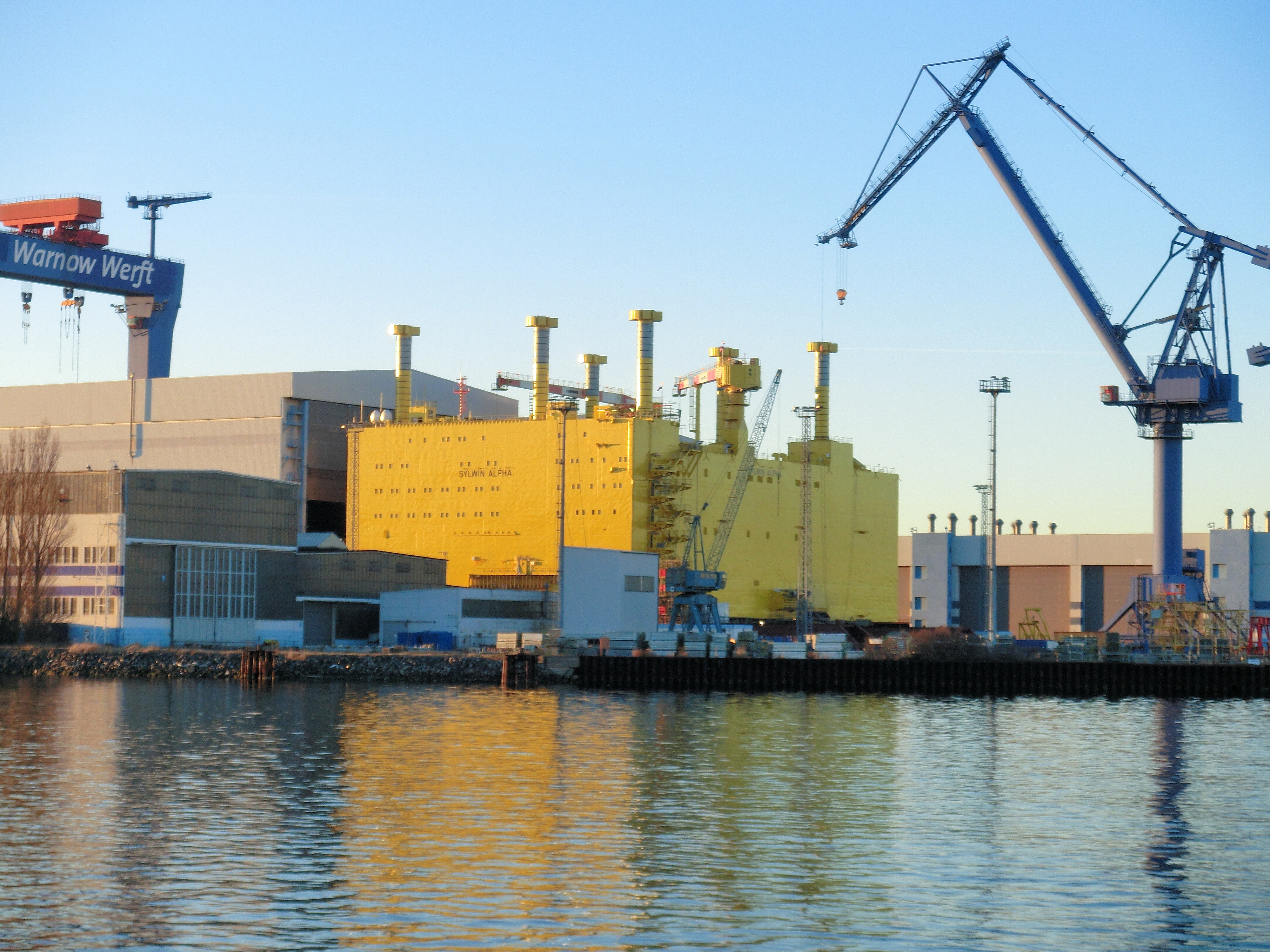
Bau der Konverterplattform SylWin alpha für Tennet 2014

Mitte August 2009 konnte der Insolvenzverwalter einen Investor präsentieren, der auch die Warnemünder Werft übernahm. Der Leiter des Moskauer Nordstream-Büros Witali Jussufow (russisch: Виталий Юсуфов, englische Transkription: Vitaly Yusufov), Sohn des früheren russischen Energieministers und Gazprom-Aufsichtsrats Igor Jussufow (Игорь Юсуфов, Igor Yusufov) kaufte für ca. 40,5 Mio. Euro über die durch ihn ins Leben gerufene Nordic Yards die Vermögensgegenstände der deutschen Wadan-Unternehmensteile. Die insolvente Wadan Yards war nach dem Verkauf aller Vermögensgegenstände eine juristische Hülle, über die die Wadan-Gläubiger abgefunden wurden.

### 2016 bis 2022: MV Werften Rostock
Im März 2016 kaufte das malaysisch-chinesische Schifffahrtunternehmen Genting Hong Kong die Nordic Yards zu einem Kaufpreis von 230,6 Millionen Euro, die Werft in Warnemünde wurde dabei mit 90,8 Millionen Euro bewertet. Zusammen mit der Lloyd Werft Bremerhaven sollten die Werften in Wismar, Warnemünde und Stralsund unter dem Namen „Lloyd Werft Group“ firmieren und Kreuzfahrtschiffe fertigen. Im Juli 2016 wurde allerdings bekannt, dass die Werft in Warnemünde stattdessen in die Unternehmensgruppe MV Werften eingegliedert werden soll. Der Mutterkonzern Genting entschied, seine zwei neuen Kreuzfahrtschiffe der Global-Klasse hier zu bauen. Hierfür wurden im Zeitraum 2017 bis 2019 für 32,8 Mio. Euro neue Werfthallen errichtet. Der Baubeginn für das erste der beiden Schiffe war im März 2018.
Am 20. März 2020 wurde die Fertigung der aktuellen Schiffbauprojekte ausgesetzt und die Werft vorübergehend geschlossen. Begründet wurde dies mit den Einschränkungen im Betriebsablauf wegen der COVID-19-Pandemie in Deutschland. Der Norddeutsche Rundfunk berichtete, dass die Werftengruppe Probleme damit habe, Rechnungen für das in Warnemünde im Bau befindliche zweite Kreuzfahrtschiff der Global-Klasse und die in Stralsund entstehende Expeditionsjacht Crystal Endeavor zu begleichen; MV Werften habe sich an die KfW gewendet und Liquiditätshilfen aus dem Corona-Sonderprogramm beantragt.
Im Januar 2022 meldete Genting für die MV Werften Insolvenz an. Durch das Insolvenzverfahren wurde die Unternehmensgruppe zerschlagen und einzeln verkauft. In Warnemünde befand sich zu diesem Zeitpunkt das zweite Kreuzfahrtschiff der Global-Klasse im Bau, welches im Herbst 2022 unvollendet verschrottet wurde.

### Seit 2022: Marinearsenal Warnowwerft
Am 28. Juni 2022 wurde bekannt gegeben, dass der Bund den Zuschlag zum Kauf bekommen hat. Am 7. Juli 2022 stimmte der Haushaltsausschuss zu, die Werft für 87 Millionen Euro über die Bundesanstalt für Immobilienaufgaben zu kaufen. Die werde die Werft künftig an die Bundeswehr verpachten,  der Standort wird als Außenstelle des Marinearsenals in Wilhelmshaven geführt und insbesondere für die Wartung der im Rostocker Marinestützpunkt stationierten Korvetten verwendet werden. Seit dem 1. August 2022 steht er als „Marinearsenal Warnowwerft“ zur Verfügung und verfügt über 500 Arbeitsplätze. Am 11. Januar 2023 weihte es die damalige Verteidigungsministerin Christine Lambrecht offiziell ein.
Das belgische Stahlverarbeitungsunternehmen Smulders bekundete Interesse, gemeinsam mit der benachbarten Neptun Werft, auf dem südlichen Teil des Geländes des Marinearsenals und des benachbarten ehemaligen Caterpillar-Standortes Konverterplattformen für Offshore-Windparks zu bauen. Zunächst scheiterte es jedoch an Sicherheitsbedenken des Militärischen Abschirmdienstes. Am 21. September 2023 wurde aber bekanntgegeben, das Verteidigungsministerium habe zugestimmt, den interessierten Unternehmen Teilflächen der Warnowwerft auf 15 Jahre zu verpachten. Auch die Errichtung eines NATO-Materiallagers („NATO Deployment Hub“) steht zur Debatte. Innerhalb der nächsten 3 bis 5 Jahre (Stand: 2024) solle das Marinearsenal „kriegstüchtig“ werden.
Am 15. November 2023 unterzeichneten Bund, Land, sowie die beteiligten Unternehmen eine Vereinbarung zur Nutzung von 20 Hektar des Arsenalgeländes zur Herstellung von Konverterplattformen. Hierzu gründeten die Neptun Werft und Smulders das Joint-Venture Neptun Smulders Engineering.
|                        | '90 | '90 | '91 | '91 | '92 | '92             | '93             | '93             | '94             | '94             | '95             | '95             | '96             | '96             | '97             | '97             | '98                | '98                | '99                | '99                | '00                | '00                | '01                | '01                | '02                | '02                | '03                | '03                | '04                | '04                | '05                | '05                | '06                | '06                | '07                | '07             | '08             | '08             | '09             | '09             | '10             | '10          | '11          | '11          | '12          | '12          | '13                   | '13                   | '14                   | '14                   | '15                   | '15                   | '16                   | '16                   | '17                   | '17                   | '18                   | '18                   | '19                   | '19                   | '20                   | '20                   | '21                   | '21                   | '22                   | '22                   | '23                   | '23                   | '24                   | '24                   |
| Warnowwerft Warnemünde | DMS | DMS | DMS | DMS | DMS | DMS             | Kværner         | Kværner         | Kværner         | Kværner         | Kværner         | Kværner         | Kværner         | Kværner         | Kværner         | Kværner         | Kværner            | Kværner            | Kværner            | Kværner            | Kværner            | Kværner            | Kværner            | Kværner            | Aker               | Aker               | Aker               | Aker               | Aker               | Aker               | Aker               | Aker               | Aker               | Aker               | Aker               | Aker            | Wadan Yards     | Wadan Yards     | Wadan Yards     | Nordic Yards    | Nordic Yards    | Nordic Yards | Nordic Yards | Nordic Yards | Nordic Yards | Nordic Yards | Nordic Yards          | Nordic Yards          | Nordic Yards          | Nordic Yards          | Nordic Yards          | Nordic Yards          | MV Werften            | MV Werften            | MV Werften            | MV Werften            | MV Werften            | MV Werften            | MV Werften            | MV Werften            | MV Werften            | MV Werften            | MV Werften            | MV Werften            | MV Werften            | Marinearsenal         | Marinearsenal         | Marinearsenal         | Marinearsenal         | Marinearsenal         |
| MTW Wismar             |     |     |     |     |     | Bremer Vulkan   | Bremer Vulkan   | Bremer Vulkan   | Bremer Vulkan   | Bremer Vulkan   | Bremer Vulkan   | Bremer Vulkan   | Bremer Vulkan   | Bremer Vulkan   | Bremer Vulkan   | Bremer Vulkan   | Bremer Vulkan      |                    |                    |                    |                    |                    |                    |                    |                    |                    |                    |                    |                    |                    |                    |                    |                    |                    |                    |                 |                 |                 |                 |                 |                 |              |              |              |              |              |                       |                       |                       |                       |                       |                       |                       |                       |                       |                       |                       |                       |                       |                       |                       |                       |                       |                       |                       | TKMS                  | TKMS                  | TKMS                  | TKMS                  | TKMS                  |
| Volkswerft Stralsund   |     |     |     |     |     |                 |                 |                 |                 |                 |                 |                 |                 |                 |                 |                 | A. P. Møller-Mærsk | A. P. Møller-Mærsk | A. P. Møller-Mærsk | A. P. Møller-Mærsk | A. P. Møller-Mærsk | A. P. Møller-Mærsk | A. P. Møller-Mærsk | A. P. Møller-Mærsk | A. P. Møller-Mærsk | A. P. Møller-Mærsk | A. P. Møller-Mærsk | A. P. Møller-Mærsk | A. P. Møller-Mærsk | A. P. Møller-Mærsk | A. P. Møller-Mærsk | A. P. Møller-Mærsk | A. P. Møller-Mærsk | A. P. Møller-Mærsk | A. P. Møller-Mærsk |                 |                 |                 |                 |                 |                 | P+S Werften  | P+S Werften  | P+S Werften  | P+S Werften  | P+S Werften  | P+S Werften           | P+S Werften           | P+S Werften           |                       |                       |                       |                       |                       |                       |                       |                       |                       |                       |                       |                       |                       |                       |                       |                       | Stadt Stralsund       | Stadt Stralsund       | Stadt Stralsund       | Stadt Stralsund       | Stadt Stralsund       |
| Peene-Werft Wolgast    |     |     |     |     |     | Hegemann-Gruppe | Hegemann-Gruppe | Hegemann-Gruppe | Hegemann-Gruppe | Hegemann-Gruppe | Hegemann-Gruppe | Hegemann-Gruppe | Hegemann-Gruppe | Hegemann-Gruppe | Hegemann-Gruppe | Hegemann-Gruppe | Hegemann-Gruppe    | Hegemann-Gruppe    | Hegemann-Gruppe    | Hegemann-Gruppe    | Hegemann-Gruppe    | Hegemann-Gruppe    | Hegemann-Gruppe    | Hegemann-Gruppe    | Hegemann-Gruppe    | Hegemann-Gruppe    | Hegemann-Gruppe    | Hegemann-Gruppe    | Hegemann-Gruppe    | Hegemann-Gruppe    | Hegemann-Gruppe    | Hegemann-Gruppe    | Hegemann-Gruppe    | Hegemann-Gruppe    | Hegemann-Gruppe    | Hegemann-Gruppe | Hegemann-Gruppe | Hegemann-Gruppe | Hegemann-Gruppe | Hegemann-Gruppe | Hegemann-Gruppe |              |              |              |              |              | Lürssen (ab 2021 NVL) | Lürssen (ab 2021 NVL) | Lürssen (ab 2021 NVL) | Lürssen (ab 2021 NVL) | Lürssen (ab 2021 NVL) | Lürssen (ab 2021 NVL) | Lürssen (ab 2021 NVL) | Lürssen (ab 2021 NVL) | Lürssen (ab 2021 NVL) | Lürssen (ab 2021 NVL) | Lürssen (ab 2021 NVL) | Lürssen (ab 2021 NVL) | Lürssen (ab 2021 NVL) | Lürssen (ab 2021 NVL) | Lürssen (ab 2021 NVL) | Lürssen (ab 2021 NVL) | Lürssen (ab 2021 NVL) | Lürssen (ab 2021 NVL) | Lürssen (ab 2021 NVL) | Lürssen (ab 2021 NVL) | Lürssen (ab 2021 NVL) | Lürssen (ab 2021 NVL) | Lürssen (ab 2021 NVL) | Lürssen (ab 2021 NVL) |
| Neptun Rostock         |     |     |     |     |     |                 |                 |                 |                 |                 |                 |                 |                 |                 |                 | Meyer Werft     | Meyer Werft        | Meyer Werft        | Meyer Werft        | Meyer Werft        | Meyer Werft        | Meyer Werft        | Meyer Werft        | Meyer Werft        | Meyer Werft        | Meyer Werft        | Meyer Werft        | Meyer Werft        | Meyer Werft        | Meyer Werft        | Meyer Werft        | Meyer Werft        | Meyer Werft        | Meyer Werft        | Meyer Werft        | Meyer Werft     | Meyer Werft     | Meyer Werft     | Meyer Werft     | Meyer Werft     | Meyer Werft     | Meyer Werft  | Meyer Werft  | Meyer Werft  | Meyer Werft  | Meyer Werft  | Meyer Werft           | Meyer Werft           | Meyer Werft           | Meyer Werft           | Meyer Werft           | Meyer Werft           | Meyer Werft           | Meyer Werft           | Meyer Werft           | Meyer Werft           | Meyer Werft           | Meyer Werft           | Meyer Werft           | Meyer Werft           | Meyer Werft           | Meyer Werft           | Meyer Werft           | Meyer Werft           | Meyer Werft           | Meyer Werft           | Meyer Werft           | Meyer Werft           | Meyer Werft           | Meyer Werft           |
| Elbewerft Boizenburg   |     |     |     |     |     |                 |                 | Petram-Gruppe   | Petram-Gruppe   | Petram-Gruppe   | Petram-Gruppe   | Petram-Gruppe   | Petram-Gruppe   | Petram-Gruppe   | Petram-Gruppe   | Petram-Gruppe   | Petram-Gruppe      | Petram-Gruppe      |                    |                    |                    |                    |                    |                    |                    |                    |                    |                    |                    |                    |                    |                    |                    |                    |                    |                 |                 |                 |                 |                 |                 |              |              |              |              |              |                       |                       |                       |                       |                       |                       |                       |                       |                       |                       |                       |                       |                       |                       |                       |                       |                       |                       |                       |                       |                       |                       |                       |                       |

## Liste der Neubauten (Auswahl)
| Baujahre  | Bauart                      | Schiffstyp             | Anzahl               | Bauwerft                                                             |
| --------- | --------------------------- | ---------------------- | -------------------- | -------------------------------------------------------------------- |
| 1991–1994 | Mehrzweck-Containerfrachter | Typ MPC Neptun 900     | 7                    | 3 Neptun Werft 3 Warnowwerft Warnemünde GmbH 1 Kvaerner Warnow Werft |
| 1991–1992 | Containerschiff             | Typ Warnow CS 1200     | 4                    | Warnowwerft Warnemünde GmbH                                          |
| 1991–1995 | Containerschiff             | Typ Warnow CS 1400     | 17 in vier Varianten | Warnowwerft Warnemünde GmbH Kvaerner Warnow Werft                    |
| 1995/1996 | Containerschiff             | Typ Warnow CV 2600     | 2                    | Kvaerner Warnow Werft                                                |
| 1996/1997 | Containerschiff             | Typ Warnow CV 2900     | 4                    | Kvaerner Warnow Werft                                                |
| 1997–2004 | Containerschiff             | Typ Warnow CV 2500     | 11 in drei Varianten | Kvaerner Warnow Werft Aker Warnow Werft                              |
| 1997      | Yacht hotel                 | Yachthotel Sunborn     | 1                    | Kvaerner Warnow Werft                                                |
| 1998      | Containerschiff             | Typ Warnow CV 2900 mod | 5                    | Kvaerner Warnow Werft                                                |
| 2000      | Containerschiff             | Typ Warnow CV 5500     | 3                    | Kvaerner Warnow Werft                                                |
| 2001      | Bohrinsel                   | Typ KMAR CS 30         | 1                    | Kvaerner Warnow Werft                                                |
| 2006–2009 | Mehrzweckfrachtschiff       | Typ Aker ACS 650       | 5                    | Aker Warnemünde Operations Wadan Yards Warnow                        |
|           | Containerschiff             | Typ CS 1700            |                      | [ 32 ]                                                               |